# ネトロ
ネトロ（伊: Netro）は、イタリア共和国ピエモンテ州ビエッラ県にある、人口約1,000人の基礎自治体（コムーネ）。

## 地理

### 位置・広がり
| 隣接するコムーネは以下の通り。 - ドナート - グラーリア - モングランド |

## 行政

### 分離集落
ネトロには、以下の分離集落（フラツィオーネ）がある。
Castellazzo, Colla di Netro, Bossola, Cereia